# Lubomír Španěl
Lubomír Španěl (* 1. října 1955 Kyjov) je český politik a elektromontér, v letech 2017 až 2021 poslanec Poslanecké sněmovny PČR, v letech 2016 až 2024 zastupitel Jihomoravského kraje, člen hnutí SPD.

## Život
Vystudoval střední odborné učiliště v Kyjově. Od roku 1991 podniká, živí se jako elektromontér.
Lubomír Španěl žije v obci Šardice na Hodonínsku, je ženatý. Mezi jeho záliby patří zpěv.

## Politické působení
Od roku 2015 je členem hnutí SPD. Zastává v něm funkci druhého místopředsedy Regionálního klubu SPD Jihomoravského kraje a působí též v Rozhodčí komisi.
V komunálních volbách v roce 1994 kandidoval jako nezávislý na kandidátce subjektu "Sdružení ČMSS, LSNS, KDU-ČSL, NK" do Zastupitelstva obce Šardice, ale neuspěl. O zvolení se opět pokoušel ve volbách v roce 2014 jako nezávislý na kandidátce subjektu "BEZ POLITICKÉ PŘÍSLUŠNOSTI", ale opět neuspěl.
V krajských volbách v roce 2016 byl zvolen za hnutí SPD na kandidátce subjektu "Koalice Svoboda a přímá demokracie - Tomio Okamura (SPD) a Strana Práv Občanů" zastupitelem Jihomoravského kraje. Působí jako člen výboru kontrolního a člen výboru pro dopravu a územního plánování. Ve volbách v roce 2020 post krajského zastupitele obhájil.
Ve volbách do Poslanecké sněmovny PČR v roce 2013 kandidoval jako nestraník za hnutí Úsvit v Jihomoravském kraji, ale neuspěl. Podařilo se mu to až ve volbách v roce 2017, když byl za hnutí SPD zvolen poslancem v Jihomoravském kraji, a to ze třetího místa kandidátky.
Ve volbách do Poslanecké sněmovny PČR v roce 2021 kandidoval za hnutí SPD na 4. místě kandidátky v Jihomoravském kraji, ale neuspěl (stal se však druhým náhradníkem).
V krajských volbách v září 2024 kandidoval z pozice člena hnutí SPD do Zastupitelstva Jihomoravského kraje, a to v rámci koalice „SPD, Trikolora, PRO a Svobodní“. Mandát krajského zastupitele se mu však nepodařilo obhájit.